# Fünfkampf-Weltmeisterschaft 1977/1

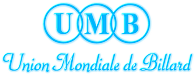
Logo UMB (ausrichtender Verband)

Veranstaltungsort: Deurne (Antwerpen)

Die Fünfkampf-Weltmeisterschaft 1977/1, auch Pentathlon-Weltmeisterschaft genannt, war das 13. Turnier in dieser Disziplin des Karambolagebillards und fand vom 14. bis zum 21. Mai 1977 in Deurne statt. Es war die fünfte Fünfkampf-Weltmeisterschaft in Belgien. Das Turnier zählte zur Saison 1976/77.

## Geschichte
38 Jahre nach dem letzten Titelgewinn eines Deutschen bei einer Weltmeisterschaft beendete Dieter Müller die lange Wartezeit. In diesem Mammutturnier kam es im letzten Durchgang für Müller zum entscheidenden Duell mit dem Rekordweltmeister Raymond Ceulemans. Hier bewies der Berliner seine Kampfkraft. In der Freien Partie gewann er in einer Aufnahme mit 250:0. Im Cadre 47/1 gab es einen 150:27-Sieg in zwei Aufnahmen. Ceulemans meldete sich zurück im Einband und gewann mit 100:44 in 10 Aufnahmen. Jetzt kam für Müller die entscheidende Partie im Cadre 71/2. Denn man konnte nicht erwarten, dass er im Dreiband gegen den Dreiband-Rekordweltmeister gewinnen kann. Müller startet mit 32 Punkten. Ceulemans muss auch nach 25 Punkten passen. Dann ging Müller an den Tisch und bekam die Bälle unter Kontrolle und beendete die Partie mit 118 Punkten. Aber Ceulemans hat den Nachstoß und kann noch ein Unentschieden erreichen, wenn er 125 Punkte macht. Aber bei 35 Punkten musste er aussteigen und Dieter Müller war Weltmeister. Die nicht mehr entscheidende Dreibandpartie gewann er auch noch mit 30:29 in 30 Aufnahmen und beendete das Match mit 8:2 Partiepunkten. Dieter Müller ist nach August Tiedtke (1936) und Walter Lütgehetmann (1939) der dritte deutsche Fünfkampf-Weltmeister.
Die Systemänderung mit verkürzten Partien und dass die Matchpunkte entschieden, war für den Deutschen kein Nachteil. So konnte er seine kämpferische Stärke ausspielen.

## Modus
Gespielt wurde das ganze Turnier im Round Robin Modus.
1. PP = Partiepunkte
2. MP = Matchpunkte
3. VGD = Verhältnismäßiger Generaldurchschnitt
4. BVED = Bester Einzel Verhältnismäßiger Durchschnitt

Ab 1965 wurde zur Berechnung des VGD die 'Portugiesische Tabelle' angewendet. Hierbei werden die verschiedenen Disziplinen nach einer Formel berechnet. Es wurde eine neu überarbeitete portugiesische Tabelle von März 1977 angewendet. Die Welt-Meisterschaften im Fünfkampf ab 1965 waren auch unter dem Namen 'Neo Pentathlon' bekannt. In Deurne wurden auch prolongierte Serien gewertet. Ab 1977 wurden die Spieldistanzen halbiert und statt Cadre 47/2 wurde Cadre 47/1 gespielt.
Freie Partie: Distanz 250 Punkte
Cadre 47/1: Distanz 150 Punkte
Einband: Distanz 100 Punkte
Cadre 71/2: Distanz 150 Punkte
Dreiband: Distanz 30 Punkte
Der Fünfkampf wurde auch in dieser Spielfolge gespielt.
In der Endtabelle wurden die erzielten Matchpunkte vor den Partiepunkten und dem VGD gewertet. Partien die in einer Aufnahme Unentschieden endeten wurden mit 2:2 Partiepunkten gewertet.

## Abschlusstabelle
| Legende | Legende                                       |
| --- | --------------------------------------------- |
| Abk. | Bedeutung                                     |
| Pkt. | erzielte Punkte                               |
| Aufn. | benötigte Aufnahmen                           |
| ED | Einzeldurchschnitt                            |
| GD | Generaldurchschnitt                           |
| VGD | Verhältnismässiger Generaldurchschnitt        |
| BMD | Bester Mannschaftsdurchschnitt                |
| BED | Bester Einzeldurchschnitt                     |
| BSD | Bester Satzdurchschnitt                       |
| BEVD | Bester Einzel Verhältnismässiger Durchschnitt |
| HS | Höchstserie                                   |
| MP | Match Points                                  |
| PP | Partie Punkte                                 |
| G-U-V | Gewonnen-Unentschieden-Verloren               |
| SV | Satzverhältnis                                |
| WRP | Weltranglistenpunkte                          |
| | 1. Platz (Gold)                               |
| | 2. Platz (Silber)                             |
| | 3. Platz (Bronze)                             |
| | Bester GD des Turniers/Runde                  |
| | Bester VGD des Turniers/Runde                 |
| | Bester ED des Turniers/Runde                  |
| | Bester BVGD des Turniers/Runde                |
| | Beste HS des Turniers/Runde                   |
| (Evtl. finden nicht alle Begriffe Anwendung oder einige sind nicht aufgeführt. Diese können in der Liste der Karambolage-Begriffe nachgesehen werden.) |                                               |

| Endklassement              | Endklassement          | Endklassement | Endklassement | Endklassement | Endklassement | Endklassement | Endklassement | Endklassement | Endklassement |
| Platz                      | Name                   | MP            | PP            | VGD           | BVVED         |               |               |               |               |
| -------------------------- | ---------------------- | ------------- | ------------- | ------------- | ------------- | ------------- | ------------- | ------------- | ------------- |
| 1                          | Dieter Müller          | 12:2          | 44:26         | 113,87        | 331,18        |               |               |               |               |
| 2                          | Raymond Ceulemans      | 10:4          | 45:25         | 195,63        | 718,80        |               |               |               |               |
| 3                          | Ludo Dielis            | 9:5           | 47:23         | 144,01        | 1092,20       |               |               |               |               |
| 4                          | Christ van der Smissen | 8:6           | 43:27         | 102,34        | 167,66        |               |               |               |               |
| 5                          | Roland Dufetelle       | 8:6           | 33:37         | 90,08         | 152,81        |               |               |               |               |
| 6                          | Nobuaki Kobayashi      | 6:8           | 31:39         | 104,60        | 938,03        |               |               |               |               |
| 7                          | Osvaldo Berardi        | 3:11          | 29:41         | 77,88         | 151,52        |               |               |               |               |
| 8                          | Junichi Komori         | 0:14          | 10:60         | 52,62         | –             |               |               |               |               |
| Turnierdurchschnitt: 93,83 |                        |               |               |               |               |               |               |               |               |

## Disziplintabellen
| Platz                      | Name                   | MP   | Pkte. | Aufn. | GD     | BED    | HS  |
| -------------------------- | ---------------------- | ---- | ----- | ----- | ------ | ------ | --- |
| 1                          | Raymond Ceulemans      | 10:4 | 1250  | 11    | 113,63 | 250,00 | 752 |
| 2                          | Christ van der Smissen | 10:4 | 1256  | 19    | 96,61  | 250,00 | 505 |
| 3                          | Dieter Müller          | 10:6 | 1351  | 9     | 150,11 | 250,00 | 501 |
| 4                          | Ludo Dielis            | 8:6  | 1434  | 12    | 119,50 | 250,00 | 501 |
| 5                          | Nobuaki Kobayashi      | 8:8  | 1260  | 18    | 70,00  | 250,00 | 267 |
| 6                          | Osvaldo Berardi        | 6:8  | 975   | 13    | 75,00  | 250,00 | 640 |
| 7                          | Roland Dufetelle       | 6:8  | 930   | 14    | 66,42  | 250,00 | 651 |
| 8                          | Junichi Komori         | 0:14 | 311   | 14    | 22,21  | –      | 115 |
| Turnierdurchschnitt: 84,29 |                        |      |       |       |        |        |     |

| Platz                      | Name                   | MP   | Pkte. | Aufn. | GD    | BED    | HS  |
| -------------------------- | ---------------------- | ---- | ----- | ----- | ----- | ------ | --- |
| 1                          | Roland Dufetelle       | 12:2 | 989   | 35    | 28,25 | 150,00 | 256 |
| 2                          | Ludo Dielis            | 10:4 | 880   | 25    | 35,20 | 150,00 | 186 |
| 3                          | Christ van der Smissen | 9:5  | 859   | 46    | 18,67 | 150,00 | 152 |
| 4                          | Osvaldo Berardi        | 8:6  | 825   | 42    | 19,64 | 75,00  | 131 |
| 5                          | Dieter Müller          | 8:6  | 691   | 37    | 18,67 | 75,00  | 98  |
| 6                          | Nobuaki Kobayashi      | 5:9  | 748   | 39    | 19,17 | 25,00  | 57  |
| 7                          | Raymond Ceulemans      | 4:10 | 748   | 25    | 29,92 | 75,00  | 108 |
| 8                          | Junichi Komori         | 0:14 | 417   | 51    | 8,17  | –      | 34  |
| Turnierdurchschnitt: 20,52 |                        |      |       |       |       |        |     |

| Platz                     | Name                   | MP   | Pkte. | Aufn. | GD    | BED   | HS |
| ------------------------- | ---------------------- | ---- | ----- | ----- | ----- | ----- | -- |
| 1                         | Raymond Ceulemans      | 12:2 | 649   | 59    | 11,00 | 25,00 | 60 |
| 2                         | Roland Dufetelle       | 10:4 | 533   | 67    | 7,95  | 12,50 | 37 |
| 3                         | Christ van der Smissen | 10:4 | 629   | 81    | 7,76  | 12,50 | 50 |
| 4                         | Ludo Dielis            | 8:6  | 352   | 64    | 10,18 | 50,00 | 73 |
| 5                         | Dieter Müller          | 8:6  | 522   | 55    | 9,49  | 25,00 | 90 |
| 6                         | Osvaldo Berardi        | 4:10 | 490   | 91    | 5,38  | 9,09  | 59 |
| 7                         | Nobuaki Kobayashi      | 2:12 | 548   | 72    | 7,61  | 7,69  | 35 |
| 8                         | Junichi Komori         | 2:12 | 358   | 78    | 4,58  | 7,14  | 27 |
| Turnierdurchschnitt: 7,72 |                        |      |       |       |       |       |    |

| Platz                      | Name                   | MP   | Pkte. | Aufn. | GD    | BED    | HS  |
| -------------------------- | ---------------------- | ---- | ----- | ----- | ----- | ------ | --- |
| 1                          | Ludo Dielis            | 13:1 | 1050  | 25    | 42,00 | 150,00 | 222 |
| 2                          | Christ van der Smissen | 10:4 | 908   | 21    | 43,23 | 150,00 | 212 |
| 3                          | Dieter Müller          | 10:4 | 833   | 26    | 32,03 | 75,00  | 118 |
| 4                          | Nobuaki Kobayashi      | 8:6  | 750   | 31    | 24,19 | 75,00  | 150 |
| 5                          | Raymond Ceulemans      | 7:7  | 758   | 20    | 37,90 | 150,00 | 239 |
| 6                          | Osvaldo Berardi        | 5:9  | 925   | 26    | 35,57 | 50,00  | 120 |
| 7                          | Roland Dufetelle       | 3:11 | 689   | 30    | 22,96 | 37,50  | 123 |
| 8                          | Junichi Komori         | 0:14 | 369   | 37    | 9,97  | –      | 36  |
| Turnierdurchschnitt: 29,08 |                        |      |       |       |       |        |     |

| Platz                      | Name                   | MP   | Pkte. | Aufn. | GD    | BED    | HS |
| -------------------------- | ---------------------- | ---- | ----- | ----- | ----- | ------ | -- |
| 1                          | Raymond Ceulemans      | 12:2 | 209   | 157   | 1,331 | 2,1428 | 13 |
| 2                          | Nobuaki Kobayashi      | 8:6  | 187   | 160   | 1,168 | 3,333  | 8  |
| 3                          | Junichi Komori         | 8:6  | 179   | 159   | 1,125 | 1,363  | 6  |
| 4                          | Ludo Dielis            | 8:6  | 169   | 184   | 0,918 | 1,578  | 8  |
| 5                          | Dieter Müller          | 8:6  | 177   | 207   | 0,855 | 1,500  | 7  |
| 6                          | Osvaldo Berardi        | 6:8  | 166   | 227   | 0,731 | 0,909  | 8  |
| 7                          | Christ van der Smissen | 4:10 | 181   | 208   | 0,870 | 1,000  | 6  |
| 8                          | Roland Dufetelle       | 2:12 | 169   | 198   | 0,853 | 1,071  | 8  |
| Turnierdurchschnitt: 0,958 |                        |      |       |       |       |        |    |